# 矩尺座κ
矩尺座κ，又名CP-54 7245，HD 145397、SAO 243454、HR 6024，是矩尺座的一颗恒星，视星等为4.94，位于銀經329.49，銀緯-2.53，其B1900.0坐标为赤經16h 5m 35.3s，赤緯-54° -2.53′ 18″。